# Cincinnati Swords
I Cincinnati Swords sono stati una squadra di hockey su ghiaccio dell'American Hockey League con sede nella città di Cincinnati, nello stato dell'Ohio. Nati nel 1971 e sciolti nel 1974 nel corso degli anni sono stati affiliati alla franchigia dei Buffalo Sabres.

## Storia
Nacquero nel 1971, quando la nuova franchigia della NHL dei Buffalo Sabres esercitò la propria opzione di creare una squadra satellite in AHL per sostituire i Buffalo Bisons sciolti nel 1970. I Sabres avrebbero voluto insediare la squadra in Florida, tuttavia tale scelta fu rifiutata dalla AHL e così i Sabres optarono per la città di Cincinnati.
Dopo una prima stagione culminata con la qualificazione ai play-off, nella stagione 1972-1973 gli Swords infransero numerosi record della AHL, fra cui il numero di punti in stagione regolare (113), il maggior numero di successi (54), vittorie in casa (32), vittorie in trasferta (22) oltre al maggior numero di punti ottenuti in casa (65) e in trasferta (48). Dopo un secco 4-0 contro i Richmond Robins e un 4-2 nei confronti dei Virginia Wings, i Cincinnati Swords conquistarono la Calder Cup sconfiggendo i campioni in carica dei Nova Scotia Voyageurs per 4-1.
Al termine della stagione 1973-1974 la città di Cincinnati fu scelta come sede di una nuova franchigia nel campionato professionistico della World Hockey Association, i futuri Cincinnati Stingers, con l'inizio delle attività previsto per la stagione 1975-76. I Sabres decisero dunque di sciogliere la franchigia nel 1974 per affiliarsi negli anni successivi agli Hershey Bears.

### Affiliazioni
Nel corso della loro storia i Cincinnati Swords sono stati affiliati alle seguenti franchigie della National Hockey League:
- Buffalo Sabres: (1971-1974)

## Record stagione per stagione
| Cincinnati Swords |       |    |    |    |    |     |     |     |    |                                                                                                  |
| 1971-72           | West  | 76 | 30 | 28 | 18 | 78  | 252 | 258 | 3° | vince 1º turno (Hershey) 4-0 perde semifinali (Baltimora) 2-4                                    |
| 1972-73           | West  | 76 | 54 | 17 | 5  | 113 | 351 | 206 | 1° | vince 1º turno (Richmond) 4-0 vince semifinali (Virginia) 4-2 vince Calder Cup (Nova Scotia) 4-1 |
| 1973-74           | South | 76 | 40 | 25 | 11 | 91  | 273 | 233 | 3° | perde 1º turno (Hershey) 1-4                                                                     |

## Record della franchigia

### Carriera
Gol: 75  Bill Inglis
Assist: 93  Bill Inglis
Punti: 168  Bill Inglis
Minuti di penalità: 431  Rick Dudley
Partite giocate: 215  Jim Nichols

## Palmarès

### Premi di squadra
- Calder Cup: 1

1972-1973
- John D. Chick Trophy: 1

1972-1973

### Premi individuali
- Eddie Shore Award: 1

Ray McKay: 1972-1973
- Les Cunningham Award: 1

Bill Inglis: 1972-1973
- Louis A. R. Pieri Memorial Award: 1

Floyd Smith: 1972-1973